# Guido von Arezzo

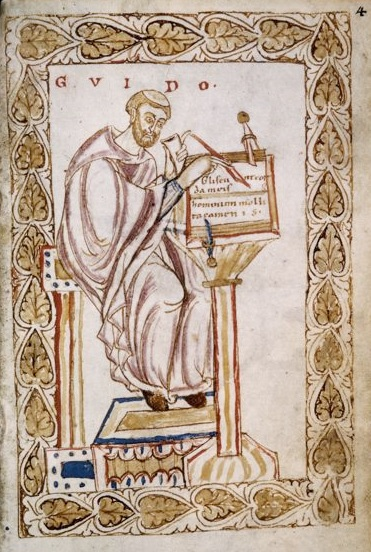
Guido d’Arezzo

Guido von Arezzo (auch: Guido d’Arezzo der Ältere, (Guido) Aretinus und Guido Monaco; * um 992 in der Gegend von Paris; † unsicher: 17. Mai 1050 in Avellana) war ein Benediktinermönch, Musiktheoretiker und Lehrer.

## Leben

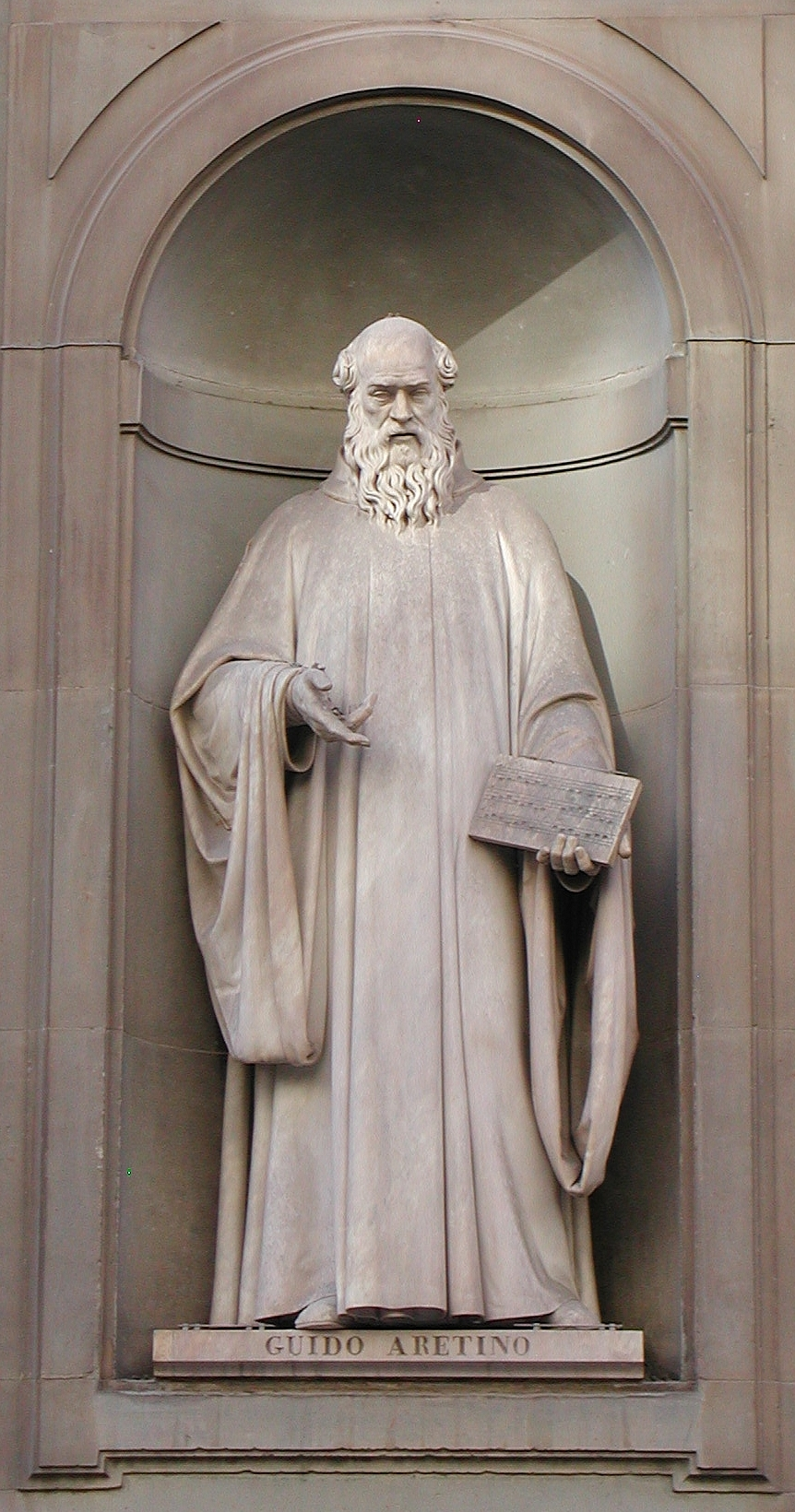
Statue von Guido von Arezzo in Florenz

Guido von Arezzo begab sich vor 1020 in die Abtei Santa Maria in Pomposa bei Ferrara, wo er die Traktate des Odo, Abt von St.-Maur, studierte. 1023 oder 1025 verließ er das Kloster und wurde unter Bischof Theobald von Arezzo (1023–1036) Kamaldulenser-Prior und Lehrer der Kathedralschule von Arezzo.
1025 und 1026 entstand Guido von Arezzos musiktheoretisches Hauptwerk Micrologus de disciplina artis musicae, in dem er neben den Beschreibungen von Intervallen und Kirchentonarten unter anderem auch die Legende von Pythagoras in der Schmiede weitergibt. Vermutlich 1028 überreichte Guido von Arezzo Papst Johannes XIX. (1024–33) auf dessen Einladung hin in Rom ein Exemplar seines noch in Pomposa verfassten Antiphonarium. Im Vorwort des Werkes wird erstmals die von Guido von Arezzo erfundene auf vier Linien im Terzabstand basierende Musiknotation beschrieben. In dem später verfassten Werk „Epistola Guidonis Michaeli monacho de ignoto cantu directa“ erläuterte er die heute als Solmisation bekannte Technik, die Töne eines Hexachords mit den Anfangssilben der Zeilen des Johannes-Hymnus Ut queant laxis (8. Jahrhundert, die Melodie des Hymnus stammt möglicherweise von Guido selbst) zu singen – damals ut, re, mi, fa, sol, la, heute mit dem zu do umbenannten ut erweitert zur Tonleiter do-re-mi-fa-so-la-ti-(do).
Vor Guido von Arezzo wurden für die musikalische Notation Zeichen (Neumen) benutzt, die keinen Aufschluss über die genaue Länge oder Höhe des Tons zuließen. Die eigentliche Melodie wurde mündlich tradiert. Guidos Neuerung soll in der Abtei Pomposa jedoch auf Widerstand gestoßen sein, da die Mönche um die Exklusivität ihres musikalischen Wissens gefürchtet haben sollen.
Die Guidonische Hand, eine Merkhilfe, bei der jedem Fingerglied eine Tonstufe zugeordnet ist, wird nach dem Zeugnis des Sigebert von Gembloux (um 1105 und 1110) auf Guido von Arezzo zurückgeführt.

## Die wichtigsten Neuerungen Guidos von Arezzo

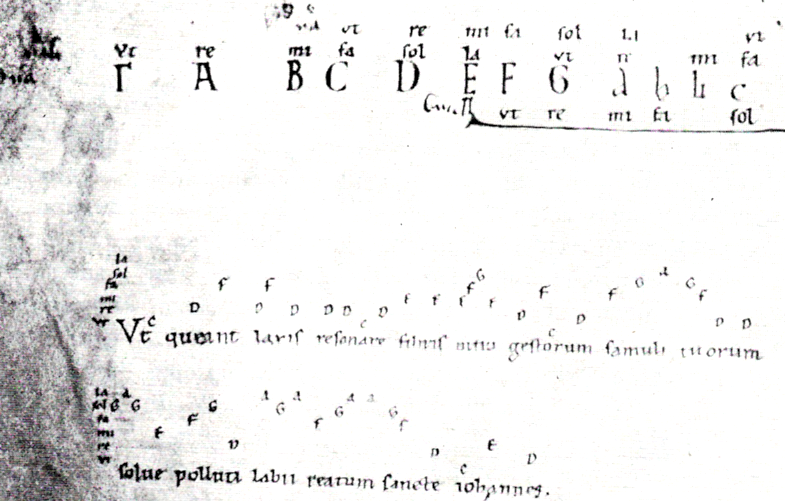
Erste Strophe des Johannes-Hymnus Ut queant laxis. Diastematische Darstellung mit Tonbuchstaben über dem Text und Solmisationssilben am Rand.

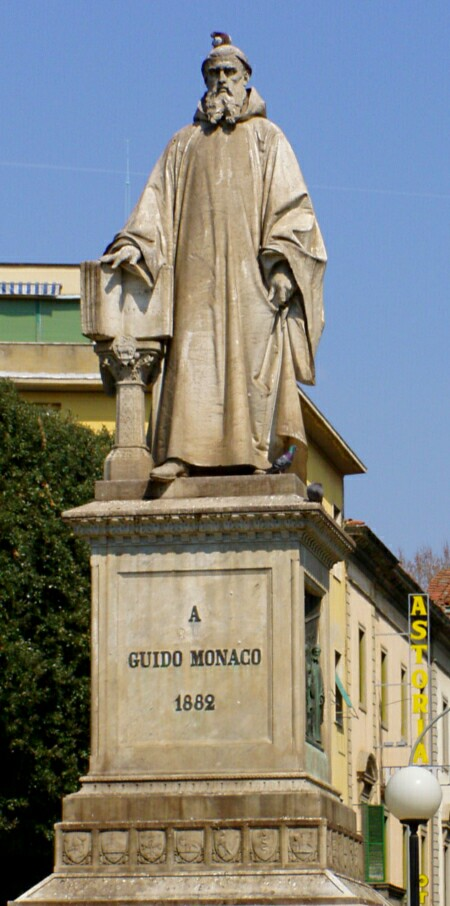
Statue von Guido von Arezzo in Arezzo.

### Notation auf vier Linien
Vor Guido von Arezzo existierten bereits die gelbe C-Linie und die rote F-Linie. Der Sänger wusste mithilfe dieser Linien, wo sich die Halbtonschritte der Tonarten befinden. Die Neuerung Guidos war nun, dass er zwischen die beiden farbigen Linien eine schwarze einschob. Nun hatte man Notenlinien im Terzabstand, wie man sie heute noch benutzt.
Sollte das nicht ausreichen, empfahl Guido darüber oder darunter noch eine vierte Linie zu setzen. In dieser vierlinigen Form hat der gregorianische Choral ein Jahrtausend überdauert und kann heute noch gelesen werden.
Auch setzte er statt der farbigen Linien Notenschlüssel ein (C-Schlüssel und F-Schlüssel).
- C-Schlüssel:  Die Note C befindet sich auf der Linie, auf die der Pfeil zeigt
- F-Schlüssel:  Die Note F befindet sich auf der Linie, auf die der Pfeil zeigt

Dieses System mit Notenlinien im Terzabstand und Notenschlüsseln setzte sich durch und wird heute noch verwendet.

### Tonskala
Die damals von Guido von Arezzo verwendete Tonskala bezeichnete relative Tonhöhen und wurde mit dem Monochord entwickelt:
Γ A B C D E F G a ♭ (♮) c d e f g aa ♭♭ (♮♮) cc dd
Auffallend ist, dass b (als b molle) und h (als b durum) vorkommen. Diese wurden damals nie in derselben Melodie verwendet, waren aber nötig, um eine Mutation des der jeweiligen Melodie zugrunde liegenden Hexachords zu ermöglichen, was in etwa vergleichbar ist mit dem Vorgang der Modulation innerhalb des „modernen“ Tartinischen beziehungsweise Riemannschen Harmoniesystems.

### Hexachordsystem
Auf der genannten Tonskala aufbauend, entwickelte Guido von Arezzo sechsstufige Tonleitern, die sog. Hexachorde. Das besondere dieser Hexachorde war, dass sie nur einen Halbtonschritt aufwiesen: zwischen dem dritten und dem vierten Ton. Versucht man nun, diese Hexachorde in die oben genannte Tonskala einzusetzen, gelingt das dreimal:
- Von C – A : Diesen Hexachord nannte man hexachordum naturale.
- Von F – D (über das b; das h fällt weg): Diesen Hexachord nannte man hexachordum molle.
- Von G – E (über das h; das b fällt weg): Diesen Hexachord nannte man hexachordum durum.

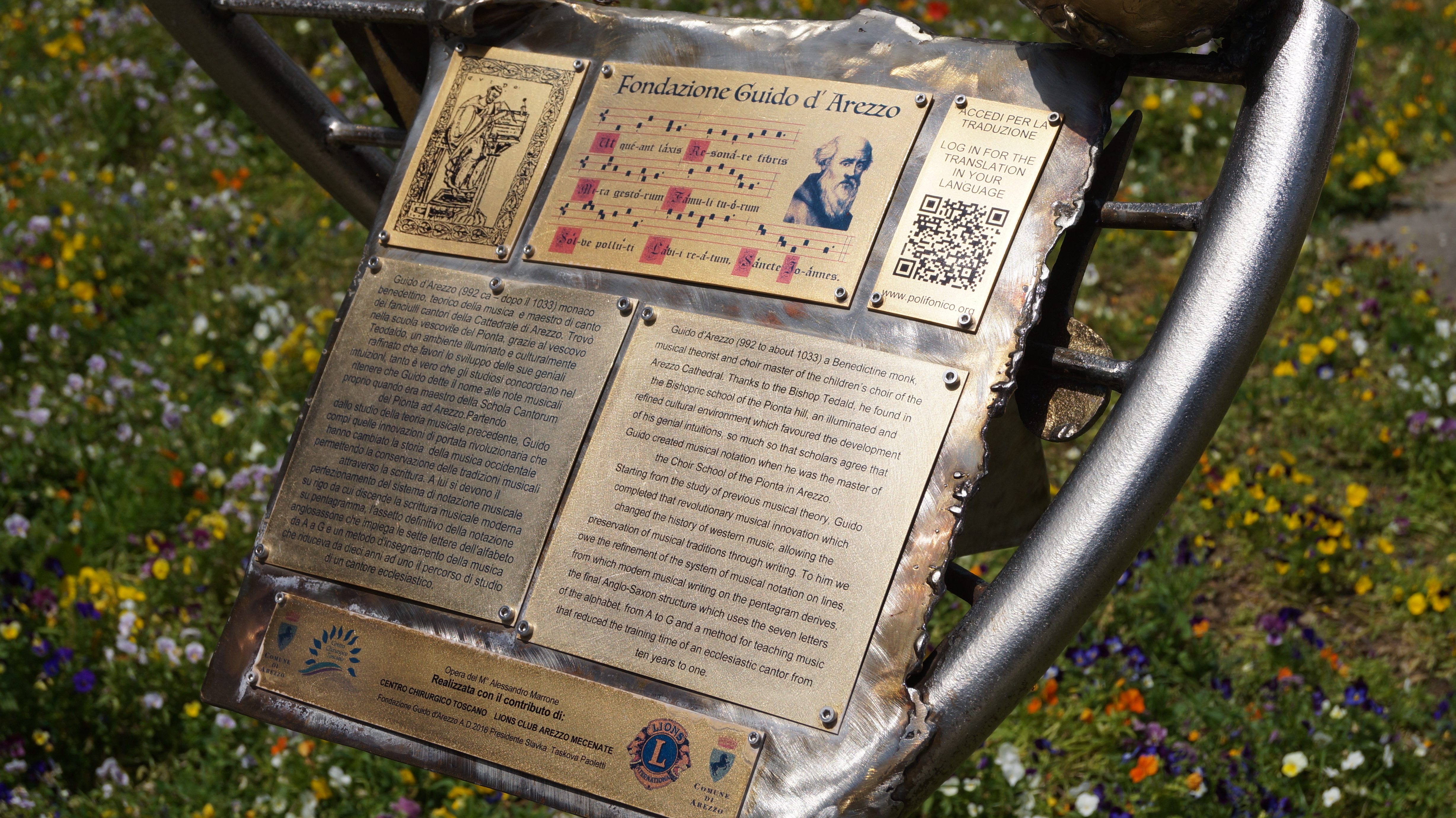
Hinweisschild an der Guido-Statue in Arezzo.

Über die ganze Tonskala ergeben sich nun sieben ineinandergreifende Hexachorde.

### Solmisation
Auch auf Guido von Arezzo zurückzuführen ist die Solmisation. Er gab jedem Ton eines Hexachordes eine Tonsilbe. Aus dem Johannes-Hymnus (8. Jahrhundert) Ut queant laxis nahm er jeweils die Anfangssilbe eines Halbverses: ut-re-mi-fa-sol-la. Zwischen mi und fa war der Halbtonschritt.
Guido von Arezzo wollte als Gesangslehrer die lange Lernzeit des Gregorianischen Gesangs verkürzen. Ein Mönch benötigte zu dieser Zeit über zehn Jahre, ehe er alle Choräle singen konnte, da die Melodien auswendig gelernt werden mussten. Mit Hilfe von Guido von Arezzos Vierliniensystem und seiner Hexachorde, die nach Tonsilben gesungen wurden (Solmisation), verkürzte sich die Lernzeit der Choräle von zehn Jahren auf (nach Guido selbst) „ein Jahr“.

## Zitat
“Musicorum et cantorum magna est distantia.

Isti dicunt, illi sciunt, quae componit musica.

Nam qui facit, quod non sapit, definitur bestia.”

„Der Unterschied zwischen Musiktheoretikern und Sängern ist groß.

Diese geben lediglich wieder, jene verstehen, was die Musik zusammenstellt.

Denn wer etwas macht, was er nicht weiß, wird als Tier bezeichnet.“

## Begründung des diatonischen Notensystems

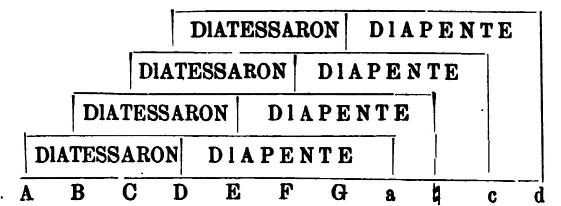
[http://www.archive.org/stream/micrologusguido00hermgoog#page/n47/mode/1up Zeichnung Quint und Quart

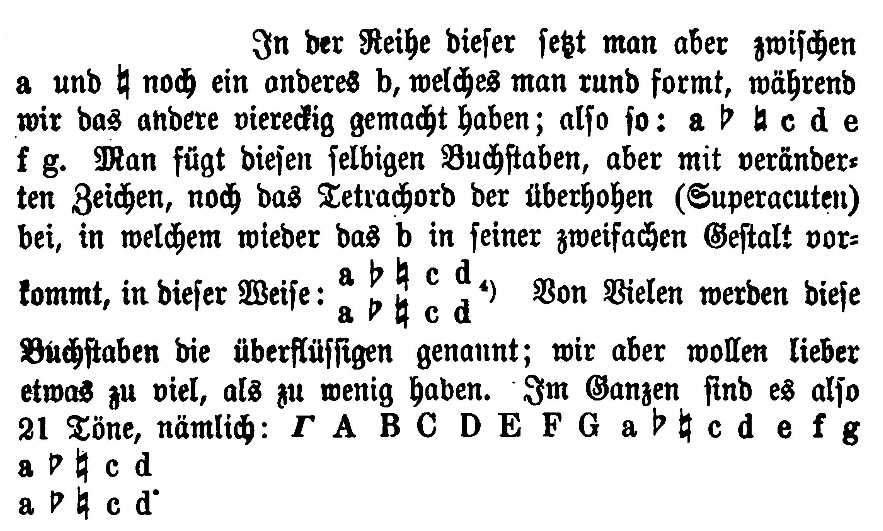
[http://www.archive.org/stream/micrologusguido00hermgoog#page/n22/mode/1up Micrologus Guidonis de disciplina artis musicae

Begründet wurde das diatonische System bereits bei den Griechen, jedoch ist erst mit Guido von Arezzo ein wesentlicher Punkt in der Entwicklung der westlichen Musik markiert, da Guido von Arezzo auch die ersten Ansätze für mehrstimmige Musik dokumentierte. Die griechischen Ausdrücke, die Guido für Intervalle verwendete, enthalten oft die Silbe „δια“ (durch / aus): Diapason, Diapente, Diatessaron. Für Mehrstimmigkeit wurde Diaphonie oder Organum verwendet.
Charakteristisch an der Diatonik ist, dass diese nur aus zweimal zwei Ganz- und Halbton (Tetrachord) plus einem Ganzton besteht, hingegen die beiden andern Genres (Modis) die Chromatik und die Enharmonik der antiken Musiktheorie auch aus kleineren Intervallen aufgebaut sind. Die westliche Diatonik hat ihre Wurzeln im Griechischen Modus der Diatonik.

### Die Skala
„Micrologus Guidonis de disciplina artis musicae d. i. Kurze Abhandlung Guidos über die Regeln der musikalischen Kunst übersetzt und erklärt von Michael Hermesdorff […]. Trier, 1876. […]“
In dieser Arbeit beschreibt Guido von Arezzo den Aufbau von Tonarten, die heute als Modi oder Kirchentonarten bezeichnet werden. Diese Tonarten wurden für den Gesang des Gregorianischen Chorals verwendet. Anmerkungen: Das b gab es damals doppelt, entweder als ♮ b durum und als ♭ b molle. In derselben Tonart gab es nie beide gleichzeitig.
Überschrift: „Kapitel III“
Über die Anordnung derselben auf dem Monochorde.
- Nachdem man zunächst den Buchstaben Γ[5] festgestellt hat, teile man von ihm aus den ganzen unter der Saite liegenden Raum in neun Teile, und setze an dem Grenzpunkt des ersten Neuntels den Buchstaben A, mit welchem alle alten Theoretiker den Anfang machten. [Ganzton Γ:A = 9:8]

- Nachdem man in gleicher Weise von A aus bis zum Endpunkt ↑ wieder ein Neuntel abgetrennt hat, setze man ebenso den Buchstaben B bei. [Ganzton A:B = 9:8]

- Hierauf kehre man zu Γ zurück und teile den Raum bis zum Ende in vier Teile; am Grenzpunkte des ersten Teiles findet man C. [Quarte Γ:C = 4:3]

- Durch dieselbe Vierteilung findet man, wie man von Γ aus C gefunden hat, so auch der Reihe nach von A aus D, von B aus E und von C aus F. Von D aus findet man G, von E aus das hohe a und von F aus das runde ♭. [Quarten A:D = 4:3, B:E[6] = 4:3, C:F = 4:3, D:G = 4:3, E:a = 4:3, F:♭ = 4:3]

- Die nun nachfolgenden Buchstaben werden leicht der Reihe nach gewonnen durch Halbierung des Raumes der vorausgehenden ähnlichen, wie zum Beispiel: von B aus bis zum Ende setze man in der Mitte des Raumes das andere ♮. In ähnlicher Weise bestimmt C das andere c, D das andere d und E das andere e, F das andere f, G das andere g und a das andere aa, ♭ das andere ♭♭, ♮ das andere ♮♮, c das andere cc, und d das andere dd. So könnte man ins Unendliche nach oben und nach unten fortschreiten, wenn nicht das Gesetz der Kunst es verbieten würde. [Oktaven B:♮=2:1,C:c = 2:1, D:d = 2:1, E:e = 2:1, F:f = 2:1 G:g = 2:1 a:aa = 2:1, ♭:♭♭ = 2:1 ♮=♮♮ = 2:1, c:cc =2:1 d:dd = 2:1 u. s. w.]

Nach dieser Vorschrift erhalten wir die Teilung des Monochords nach Guido von Arezzo: 
Zusammengefasst ergibt sich folgende Tabelle (nach späterer Tradition wurde im deutschen Sprachraum  H statt B  geschrieben. Diese schwankende Bezeichnung hängt damit zusammen, dass in der damaligen Tradition dieser Ton, der ursprünglich als b intoniert wurde, um einen halben Ton erhöht wurde.
| Schreibweise nach Guido | Γ       | Γ       | A       | A       | B       | B       | C       | C       | D       | D       | E       | E       | F       | F       | G       | G       | a       | a       | ♮       | ♮       | c       | c       | d       | d       | e       | e  | … | … |
| heutige Schreibweise    | G       | G       | A       | A       | H       | H       | c       | c       | d       | d       | e       | e       | f       | f       | g       | g       | a       | a       | h       | h       | c′      | c′      | d′      | d′      | e′      | e′ | … | … |
| Abstand                 | Ganzton | Ganzton | Ganzton | Ganzton | Ganzton | Halbton | Halbton | Ganzton | Ganzton | Ganzton | Ganzton | Halbton | Halbton | Ganzton | Ganzton | Ganzton | Ganzton | Ganzton | Ganzton | Halbton | Halbton | Ganzton | Ganzton | Ganzton | Ganzton |    |   |   |
Es handelt sich hier um die pythagoreische Tonfolge, bei welcher der (pythagoreische) Ganzton das Frequenzverhältnis 9:8 (204 Cent) hat und der Halbton (Quarte – 2*pyth. Ganzton), auch Leimma genannt, das Frequenzverhältnis von 256:243 (90 Cent).
Je sieben benachbarte Töne ergeben eine Kirchentonart (zum Beispiel dorisch: D E F G a ♮ c).
Guido von Arezzo legte den Grundstein für unsere Notenlinien. Zwei Noten auf benachbarten Notenlinien umfassen – je nach Lage – eine große oder eine kleine Terz.
Die Notenbezeichnungen A H C D E F G a ♮ … und die Notenlinien implizieren, dass jede Oktave (von A bis a, von H bis h usw.) genau fünf Ganztöne und zwei Halbtöne umfasst. Alle diese Tonleitern sind deshalb heptatonisch und diatonisch.
In den Schriften der damaligen Zeit findet man den Ausdruck diatonisch allerdings noch nicht direkt.

## Ehrungen
- Der mittelalterliche, lateinische Hymnus Laudes Organi (zu deutsch: Lob der Orgel) verewigt Guido im letzten Vers:

Huius artis praeceptori secum deus det Guidoni vitam aeternalem.
(Dem Lehrer dieser Kunst Guido möge Gott mit sich ewiges Leben geben.)
- Der Komponist Zoltán Kodály hat diesen Lob-Hymnus auf die Musik 1966 für Orgel und Chor vertont.[10]
- 1882 Bronzemedaille, 49 mm, von Luigi Gori: Vorderseite: GUIDO <> MONACO — Bärtiges Brustbild in Kutte nach l., signiert: LUIGI GORI INC. Rückseite: IL SETTEMBRE MDCCCLXXXII / AREZZO — Drei Schilde auf Lorbeer- und Eichenzweig. Literatur: Niggl 774.

## Werke (Auswahl)
- Micrologus de disciplina artis musicae
- Prologus in Antiphonarium
- Regulae rhythmicae
- Epistola ad Michaelem, siehe Weblinks